# Nilüfer Yumlu

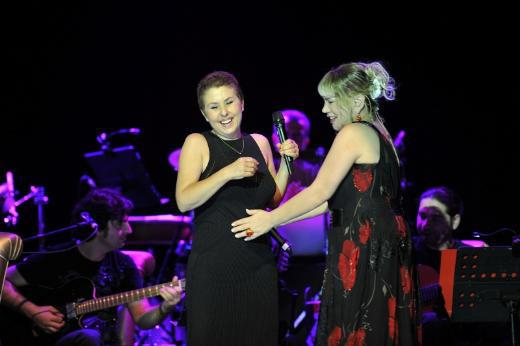
Nilüfer und Sezen Aksu bei einem Konzert im Cemil-Topuzlu-Theater, Istanbul (2012)

Nilüfer Yumlu (* 31. Mai 1955 in Cihangir, Istanbul), bekannt als Nilüfer, ist eine türkische Popsängerin. Sie gehört mit über 14 Millionen verkauften Tonträgern zu den erfolgreichsten Künstlern des Landes. Seit 1997 ist sie zudem nationale UNICEF-Botschafterin der Türkei.

## Karriere
Nilüfer gewann 1970 im Alter von 15 Jahren den Gesangswettbewerb „Altın Plak Ses Yarışması“, das von der Zeitung Hafta Sonu veranstaltet wurde.
Im Dezember 1972 erschien ihre erste Single Kalbim Bir Pusula/Ağlıyorum Yine bei dem Label „Odeon Plak“.
Ihre zweite Single Dünya Dönüyor/Neden? aus dem Jahr 1973 wurde für mehr als 50.000 verkaufte Einheiten mit der Goldenen Schallplatte ausgezeichnet. Auch die nächste Single Göreceksin Kendini / Aldanırım Sanma konnte diesen Erfolg wiederholen und wurde ebenfalls mit Gold ausgezeichnet.
Ihre ersten beiden Alben Nilüfer’74 und Selam Söyle erhielten für jeweils 100.000 verkaufte Exemplare die Goldene Schallplatte.
1975 erschien ihre erste deutschsprachige Single Bau’ mir ein Paradies / Anatol, gefolgt von Bilder in meinem Herzen/Warum muss ausgerechnet er es sein aus dem Jahr 1976.
Sie nahm am 22. April 1978 mit dem Lied Sevince gemeinsam mit der Band Nazar am 23. Grand Prix Eurovision de la Chanson in Paris teil und belegte dabei zusammen mit der Kandidatin Finnlands den 18. Platz. Acht Jahre später nahm sie an der türkischen Vorentscheidung zum Eurovision Song Contest 1986 mit dem Song Bu Film Bitmeli teil.
Ihr Album Sen Mühimsin erschien am 16. September 1990 und verkaufte bis Ende des Jahres 550.000 Einheiten. Am 6. Dezember desselben Jahres wurde es von der MÜ-YAP mit der Goldenen Kassette ausgezeichnet.
Das 13. Album Yine Yeni Yeniden konnte diesen Erfolg noch übertreffen. Mit Hits wie Şov Yapma, Haram Geceler und Aman verkaufte das am 14. April veröffentlichte Album 970.000 Exemplare und platzierte sich unter den meistverkauften Alben des Jahres 1992.
Ihr 1994 erschienenes Album Ne Masal, Ne Rüya verkaufte im ersten Jahr mehr als 600.000 Exemplare und brachte ihr eine Nominierung als Beste Popkünstlerin bei den Kral Türkiye Müzik Awards.
Nach zweieinhalb Jahren meldete Nilüfer sich mit den Hits Namussuz Akşamlar, Çok Uzaklarda und ihrem 16. Album Nilüfer'le zurück. Der Song Mavilim gewann bei den Kral Türkiye Müzik Awards am 23. Februar 1998 in der Kategorie „Song des Jahres“. Nilüfer wurde außerdem als Popkünstlerin des Jahres ausgezeichnet. Insgesamt wurden 753.000 Exemplare des Albums verkauft und platzierten es unter den meistverkauften Alben des Jahres.
Mit dem Album Yeniden Yetmişe, das am 5. Juni 1998 erschien, singt Nilüfer ihre erfolgreichsten Singles aus den 1970ern neu ein. Der Song Boşver erhielt eine Nominierung für die Beste Komposition bei den Kral Türkiye Müzik Awards. Das Album verkaufte bis einschließlich 9. März 1999 über 500.000 Einheiten.
Am 12. April 2006 wurde ihr Album Karar Verdim für mehr als 100.000 verkaufte Einheiten von der MÜ-YAP mit der Goldenen Schallplatte ausgezeichnet. Ihr Album 12 Düet, welches am 3. Februar 2011 erschien, verkaufte in zwei Monaten über 100.000 Exemplare und wurde am 14. April als erstes Album des Jahres mit der Goldenen Schallplatte ausgezeichnet.
In ihrer bisherigen Musiklaufbahn machte sie sich mit Songs wie Son Arzum, Ta Uzak Yollardan oder Erkekler Ağlamaz auf sich aufmerksam.

## Diskografie

### Alben
| - 1974: Nilüfer ’74 - 1976: Selam Söyle (Richte meinen Gruß aus) - 1978: Müzik (Musik) - 1978: 15 Şarkı (15 Songs) - 1979: Nilüfer ’79 - 1980: Nilüfer ’80 - 1982: Sensiz Olmaz (Ohne dich geht es nicht) - 1984: Nilüfer ’84 - 1985: Bir Selam Yeter (Ein Gruß reicht) - 1987: Geceler (Die Nächte) - 1988: Esmer Günler (Düstere Tage) - 1990: Sen Mühimsin (Du bist wichtig) | - 1992: Yine Yeni Yeniden (Wieder neu, erneut) - 1994: Ne Masal, Ne Rüya (Weder Märchen, Noch Traum) - 1997: Nilüfer’le (Mit Nilüfer) - 1998: Yeniden Yetmişe (Erneut zur Siebziger) - 2001: Büyük Aşkım (Meine große Liebe) - 2003: Olur mu... Olur mu? / Gözünaydın (Geht es … Geht es? / Glückwunsch) - 2005: Karar Verdim (Ich habe mich entschieden) (TR: Gold) - 2009: Hayal (Traum) - 2011: 12 Düet (12 Duette) - 2013: 13 Düet (13 Duette) - 2015: Kendi Cennetim (Mein eigenes Paradies) - 2016: Yeniden Yeni Yine (Erneut, neu wieder) |

### Kompilationen
- 1993: Nostalji
- 1999: The Best of
- 2004: Sürprizler
- 2006: 1970 & 1980 Odeon Yılları
- 2010: Bir Arada
- 2014: 25 Düet

### EPs
- 2022: Kendine Bi’ Şans Ver

### Singles
| - 1972: Kalbim Bir Pusula/Ağlıyorum Yine - 1973: Dünya Dönüyor/Neden? - 1973: Göreceksin Kendini / Aldanırım Sanma (Original: Anne-Marie David – Tu te reconnaîtras) - 1973: Hatıra Defteri/Sen De Söyle - 1973: Arkadaş Dur Bekle / Kim Ayırdı Sevenleri? (mit Modern Folk Üçlüsü & Tanju Okan) - 1973: Akdeniz Çocukları / Akdeniz Çocukları (Instrumental) - 1974: Söyle Söyle Sever Mi? / Başıma Gelenler - 1974: Al Beni Çal Beni/Körebe - 1975: Boşver/Boşverdim - 1975: Oh Ya/Ara Sıra Bazı Bazı - 1975: Bau’’ Mir Ein Paradies / Anatol - 1975: Ali/Italiano - 1976: Bilder In Meinem Herzen / Warum Muss Ausgerechnet Er Es Sein? - 1976: Of Aman Aman/Kaderime Kaderime - 1976: Son Arzum - 1977: Sarı Kurdelem - 1977: Yeşil Gözlerini Ufkuma Ger Ki (mit Safiye Ayla) - 1977: Kim Arar Seni? / Başka Sözüm Yok - 1977: Ne Olacak Şimdi? / Pişman Olacaksın - 1977: Ancora - 1978: Sei Belissimo - 1978: Sevince (mit Nazar – ESC Beitrag der Türkei) / Darling - 1978: Oh Oh/Beyaz Mendil - 1979: Olmadı Olmadı Gitti - 1979: Hatıralar Hayal Oldu - 1979: Hey Gidi Günler - 1981: Ben Seni Seven Kadın/Kime Küseyim? - 1982: Yok Sensiz Olmaz - 1982: Ta Uzak Yollardan - 1983: Pişman Etme - 1984: Varsa Söyle (Original: Irene Cara – Flashdance … What a Feeling) - 1984: Yaşamak Ne Güzel Şey - 1984: Söyleyemedim - 1984: Kar Taneleri - 1984: Ayrılanlar İçin (mit Coşkun Demir) - 1985: Erkekler Ağlamaz - 1985: Ağlarım Gizlice - 1985: Bir Mevsim Arıyorum - 1985: Acıkmışım Sevgine - 1986: Yağmur - 1986: Boş Sokak - 1986: Yazık Sana - 1986: Bu Film Bitmeli - 1986: Geceler (mit Kayahan) - 1986: Olmalı Olacak İstiyorum (mit Kayahan) - 1987: Boşvermişim Dünyaya - 1987: İspanyol Meyhanesi - 1987: Seni Beklerim Öptüğün Yerde - 1988: Esmer Günler - 1988: Seni Seviyorum - 1988: Bu Gece Beni Düşüneceksin - 1989: Mor Menekşe - 1990: Yolcu Yolunda Gerek - 1990: Sen Mühimsin - 1990: Yemin Ettim - 1990: Ve Melankoli - 1990: Her Şey Bitecek Bir Gün - 1990: E… Bebeğim - 1990: Gözlerinin Hapsindeyim - 1991: Canım Sıkılıyor Canım - 1991: Bir Dünya Doğuyor - 1992: Şov Yapma - 1992: Yine Yeni Yeniden - 1992: Haram Geceler - 1992: Kavak Yelleri - 1992: Aman - 1992: Her Sevda Bir Veda | - 1992: Dokun Bana - 1992: Dokunsalar Ağlarım - 1994: Eğrisi Doğrusu - 1994: Son Perde - 1994: Ne Masal Ne Rüya - 1995: Bosna’da Bıraktım Kalbimi - 1997: Mavilim - 1997: Çok Uzaklarda - 1997: Unut Gitsin - 1997: Namussuz Akşamlar - 1998: Dünya Dönüyor - 1998: Hepsi Bu - 1998: Kim Arar Seni - 1998: Dalgalandım da Duruldum (mit Müzeyyen Senar) - 1999: Sen (mit Fuat Güner) - 1999: Boşver - 2001: Büyük Aşkım - 2001: Beni Mi Buldun? - 2002: Gülpembe - 2003: Gözünaydın - 2003: Acılara Son - 2003: Hey! Bakar Mısın? - 2005: Hoşuna Gider Mi? - 2005: Karar Verdim - 2006: Ucuz Atlattım - 2006: Haklıydın Aslında - 2007: Tutsak - 2008: Sen Beni Tanımamışsın - 2008: Sana Ne Kime Ne - 2008: Öyle Bu Sevgi - 2008: Kardeşin Duymaz – Live - 2008: Uzağım Olma (mit Fahir Atakoğlu) - 2008: Kadınlar Vardır (als Teil des Chors) - 2009: Bir Bilseydin - 2009: Olmadı Gitti - 2009: Yaramaz - 2009: Üzüm Buğusu Gibi Ağlarım - 2010: Tanrım - 2010: Zalimin Kararı - 2011: Erkekler Ağlamaz (feat. Şebnem Ferah) - 2011: Ara Sıra Bazı Bazı (feat. Malt) - 2011: Aşk Kitabı (feat. Hayko Cepkin) - 2012: Batsın Bu Dünya (als Teil des Chors) - 2012: İntizar (feat. Badem) - 2012: Dertler Benim Olsun - 2013: Son Perde (feat. Emre Aydın) - 2013: Kavak Yelleri (feat. Feridun Düzağaç) - 2013: Başıma Gelenler (feat. Gece) - 2014: Dünya Dönüyor (feat. Pinhâni) - 2014: Bir Garip Serçe - 2015: Haziran Vakti - 2015: Nokta - 2016: Elimden Gelen Bu Kadardı - 2016: Seninle Olmak Var Ya - 2016: Hoşgör Sen - 2017: Seni Kimler Aldı - 2017: Yalnızlığa Hüküm Giydim - 2017: Yazık - 2017: Ağlama Anne - 2018: Sensiz de Yaşanırmış - 2019: Tik Tak - 2022: Boşver - 2022: 17 Yaşımda - 2022: Olmayınca Olmuyor - 2024: Kara Gözünün Hasretinden - 2025: Sebebi Sen - 2025: Bir Güle Kandım |

### Gastauftritte
- 1996: Paşa Gönlüm (von Zerrin Özer – im Musikvideo)

## Auszeichnungen
- 1998: Kral Türkiye Müzik Award in der Kategorie Beste Pop-Musikerin
- 1998: Kral Türkiye Müzik Award in der Kategorie Song des Jahres (für Mavilim)
- 2012: Kral Türkiye Müzik Award in der Kategorie Bestes Duett (für Erkekler Ağlamaz)
- 2012: Kral Türkiye Müzik Award in der Kategorie Bestes Musikprojekt (für 12 Düet)